# 타지키스탄의 기독교
타지키스탄에서 기독교는 소수 종교이다.

## 교파
세계 기독교 백과사전 제2판 제1권에는 타지키스탄에서 러시아 정교회가 가장 큰 교회라고 명시되어 있다. 루터교회는 두샨베에 하나의 회중이 있고 다른 몇 군데에 더 작은 회중이 있다. 세계 기독교 백과사전에서도 우크라이나 정교회의 존재를 언급한다. 타지키스탄에는 약 3000명의 복음주의자가 있다. 타지키스탄에는 약 300명의 로마 카톨릭교도가 있다.
타지키스탄에는 적어도 5개의 등록된 침례교 조직이 있고, 한국 개신교의 회중이 적어도 하나가 있으며, 또한 외국 기독교 선교단이 있다. 타지키스탄의 헌법에는 종교의 자유가 명시되어 있다. 종교 공동체는 각료회의 산하에 있는 종교사무위원회에 등록해야 한다. 기독교 서적을 배포하는 것 또한 합법이다.

## 제한
2009년 초에 타지키스탄은 본질적으로 국가 승인 형식으로 예배를 제한하는 종교 관행에 관한 새로운 법률을 제정했다. 새로운 법은 종교 서적에 대한 검열을 하고 의식 수행을 국가가 승인한 장소로 제한했다. 이로 인해 새로운 종교 공동체가 승인을 받기 더 어려워졌다. 이 법은 기독교 구호 단체를 금지하기 위해 사용되어 왔다.

## 차별
최근 몇 년 동안 소수 기독교인들에 대한 폭력과 차별 사건이 여러 차례 보고되었다. 여기에는 2000년의 두샨베의 한 기독교 교회에 대한 폭탄 테러가 포함되며, 이로 인해 10명이 사망하고 더 많은 사람이 부상을 입었다. 보고서에 따르면, 살아남은 일부 사람들이 경찰의 괴롭힘을 받았다고 한다. 2012년 프로스트 신부로 분장한 청년이 두샨베에서 '이교도야!'라고 소리지르는 군중에 의해 칼에 찔린 뒤 사망했다. 타지키스탄 경찰 보고서에 따르면, 살인의 동기는 종교적 증요였다.
이슬람교에서 기독교로 개종하는 것에 대한 대부분의 반대에도 약 2,600명의 기독교인들이 타지키스탄에서 이슬람 배경을 갖고 거주하고 있는 것으로 추정된다.

## 같이 보기
- 타지키스탄의 로마 카톨릭교
- 타지키스탄의 종교